# Sugao Kambe
Sugao Kambe (jap. 神戸清雄 Kambe Sugao; ur. 2 sierpnia 1961 w Shizuoce, Japonia) – japoński piłkarz, grający na pozycji napastnika, trener piłkarski.

## Kariera piłkarska

### Kariera klubowa
Karierę piłkarską rozpoczął w drużynach studenckich Shizuoka High School, a następnie Uniwersytetu Waseda. Dopiero w 1984 został piłkarzem klubu Honda FC, w którym występował do 1990.

### Kariera reprezentacyjna
Bronił barw narodowej reprezentacji Japonii w futsalu.

## Kariera trenerska
W 2000 i 2001 pełnił obowiązki głównego trenera klubu JEF United Ichihara Chiba. Od 2002 do 2003 prowadził reprezentację Filipin, a potem do 2005 reprezentację Guamu. W latach 2005–2009 pracował w Nagoya Grampus, trenując najpierw juniorów, a potem pomagał trenować pierwszą drużynę. W lutym 2009 roku stał na czele reprezentacji Marianów Północnych. W 2011 ponownie trenował JEF United Ichihara Chiba. W 2013 prowadził Nakhon Ratchasima FC.